# ملعب بيدرو لودوفيكو الأولمبي
ملعب بيدرو لودوفيكو الأولمبي ملعب في غويانيا في البرازيل يتسع لـ13،500 متفرج. يقيم عليه نادي غويانيا مبارياته. وكان من بين الملاعب التي استضافت كأس العالم تحت 17 سنة لكرة القدم 2019 وكوبا أمريكا 2021.